# Ashtapada
Ashtāpada (Sanskrit: अष्टापद) oder Ashtapadi ist ein indisches Brettspiel. Obwohl es ähnlich wie Schach auf einem Schachbrett gespielt wird, ist Ashtāpada älter als Schach und unterscheidet sich in Spielablauf und Siegbedingungen. Das Spiel wurde auf der Liste der Spiele erwähnt, die Gautama Buddha nicht spielen wollte. Chaturanga, das auf demselben Brett gespielt werden konnte, tauchte irgendwann im 6. Jahrhundert in Indien auf und konnte von zwei bis vier Teilnehmern gespielt werden.
Ashtāpada wurde spätestens seit 600 n. Chr. gespielt und gilt allgemein als die älteste Schachversion. Seine persische Version Chatrang ist der direkte Vorläufer des persischen Schatrandsch, der Form, in der Schach ins mittelalterliche Europa gelangte. Chaturaji ist eine Chaturanga-Version für vier Spieler.

## Spielbrett
Ashtāpada wurde auf einem 64-Felder-Brett ohne Schachbrettmuster gespielt, Chaturanga genannt. Das Brett enthielt einige besondere Markierungen, deren Bedeutung heutzutage unbekannt ist. Diese Markierungen haben nichts mit Chaturanga zu tun, werden aber aus Tradition auf dem Brett angebracht. Einige Historiker haben spekuliert, dass das Ashtāpada auch für Würfelspiele nach Art des „Mensch ärgere dich nicht“ – ähnlich dem indischen Pachisi-Spiel – verwendet wurde, wofür die Markierungen von Bedeutung gewesen sein könnten. Im Mahābhārata, Buch 4, Kapitel 1, heißt es:
„Und auf den Schachbrettern bewegen sich wunderschöne Bauernfiguren aus Elfenbein von blauer und gelber und roter und weißer Farbe durch den Wurf von schwarzen und roten Würfeln.“

## Regeln
| Chaturanga-Spielsteine | Chaturanga-Spielsteine |
| ---------------------- | ---------------------- |
|                        | Ràja (König)           |
|                        | Mantri (Berater)       |
|                        | Ratha (Wagen)          |
|                        | Gaja (Elefant)         |
|                        | Ashva (Pferd)          |
|                        | Padàti (Soldat)        |

|   | a | b | c | d | e | f | g | h |   |
| 8 |   |   |   |   |   |   |   |   | 8 |
| 7 |   |   |   |   |   |   |   |   | 7 |
| 6 |   |   |   |   |   |   |   |   | 6 |
| 5 |   |   |   |   |   |   |   |   | 5 |
| 4 |   |   |   |   |   |   |   |   | 4 |
| 3 |   |   |   |   |   |   |   |   | 3 |
| 2 |   |   |   |   |   |   |   |   | 2 |
| 1 |   |   |   |   |   |   |   |   | 1 |
|   | a | b | c | d | e | f | g | h |   |

|   | a | b | c | d | e | f | g | h |   |
| 8 |   |   |   |   |   |   |   |   | 8 |
| 7 |   |   |   |   |   |   |   |   | 7 |
| 6 |   |   |   |   |   |   |   |   | 6 |
| 5 |   |   |   |   |   |   |   |   | 5 |
| 4 |   |   |   |   |   |   |   |   | 4 |
| 3 |   |   |   |   |   |   |   |   | 3 |
| 2 |   |   |   |   |   |   |   |   | 2 |
| 1 |   |   |   |   |   |   |   |   | 1 |
|   | a | b | c | d | e | f | g | h |   |

Die genauen Regeln des Chaturanga sind nicht bekannt. Schachhistoriker glauben allerdings, dass das Spiel dieselben oder sehr ähnliche Regeln wie Schatrandsch hatte. Vor allem ist die Zugweise des Gaja – des Elefanten und Vorläufer des Läufers im modernen Schach – unklar.
- Ràja (König); auch Raja oder Rajah – bewegt sich wie der König im Schach oder Schatrandsch. Nach manchen Quellen darf der Ràja sich auch einmal wie ein Springer bewegen, sofern ihm nicht Schach geboten wurde.
- Mantri (Berater); auch als Senapati (General) bekannt – bewegt sich ein Feld diagonal wie der Fers im Schatrandsch.
- Ratha (Wagen) – bewegt sich wie der Turm im Schach oder Schatrandsch.
- Gaja (Elefant) – drei verschiedene Zugweisen werden in der alten Literatur beschrieben:
  1. Zwei Felder in eine beliebige, diagonale Richtung, wobei er ein Feld überspringt wie der Alfil im Schatrandsch. Das ist wahrscheinlich die älteste Zugweise.
    - Dieselbe Zugweise ist für das Boot in einer Version des Chaturangas für vier Spieler, dem Chaturaji, üblich.
    - Der Elefant im Xiangqi (Chinesisches Schach) zieht ähnlich, aber ohne springen zu können. Im Märchenschach wird der Name „Elefant“ für eine Spielfigur verwendet, die zwei Felder diagonal ziehen kann, falls keine andere Figur dazwischen steht.

  2. Ein Feld vorwärts oder ein Feld in eine beliebige, diagonale Richtung (man denke an die vier Beine und den Rüssel des Elefanten).
    - Das ist derselbe Zug wie der des Silbernen Generals im Shogi.
    - Im Makruk (Thai-Schach) und Sittuyin (Burmesisches Schach) bewegt sich der Elefant auf diese Weise.
    - Dieser Zug wurde um 1030 von Biruni in seinem Indien-Buch beschrieben.

  3. Zwei Felder in eine beliebige, orthogonale Richtung, wobei er ein Feld überspringt.
    - Ein Spielstein mit dieser Zugweise heißt in manchen Schachvarianten Dabbābah. Dieser Zug wurde von dem arabischen Schachmeister al-Adli um 840 in seinem teilweise verloren gegangenen Werk über Schach beschrieben (Das arabische Wort dabbābah bezeichnete früher eine oben bedeckte Belagerungsmaschine, um Festungen anzugreifen, und bedeutet heute „Panzer“).
    - Der deutsche Historiker Johannes Kohtz (1843–1918) schlägt dagegen vor, dass dies die ursprüngliche Zugweise des Ratha war.
- Ashva (Pferd); auch Ashwa oder Asva geschrieben – bewegt sich wie der Springer im Schach oder Schatrandsch. (Dieser ausgefallene Zug kennzeichnet ein Spiel als einen wahrscheinlichen Abkömmling des Chaturanga.)
- Padàti (Fußsoldat); auch Pedati geschrieben oder als Sainik (Krieger?) bekannt – bewegt sich wie der Bauer im Schach oder Schatrandsch.

Al-Adli erwähnt auch zwei weitere Unterschiede zum Schatrandsch:
- Ein Patt galt als Sieg für einen Patt gesetzten Spieler. Diese Regel wirkt nicht logisch, taucht allerdings in einigen Schachvarianten in England um 1600 wieder auf. Nach einigen Quellen gab es kein Patt, was unwahrscheinlich ist.
- Der Spieler, der zuerst den König des Gegners entblößt hat (alle Steine bis auf den König gefangen hat) gewinnt. Im Schatrandsch gilt das ebenfalls als Sieg, sofern der Gegner den König des Spielers nicht im Gegenzug ebenfalls entblößen kann.

## Geschichte
In Sanskrit bedeutet „Chaturanga“ wörtlich „vierteilig“, was sich zugleich auf die vier Truppengattungen des altindischen Heeres bezieht. Neben dem König und seinem Berater im Zentrum bestand die Armee aus den folgenden Einheiten:
- Infanterie repräsentiert durch eine Linie vorwärts ziehender Bauern.
- Kriegselefanten, die im Zentrum der Armee König und Kriegskasse trugen, besaßen als Nachkommen des mythologischen Elefanten Airavata die meiste Schlagkraft, zugleich wurde ihnen wegen ihrer Fähigkeit, als schnelle Vorhut des Heeres Sümpfe zu überqueren und Wege anzulegen, im Spiel die Rolle als Läufer zuerkannt. Später wurde diese eher schwache Figur nicht für eine angemessene Wiedergabe der Kraft eines wirklichen Elefanten in der indischen Kriegsführung gehalten. Dadurch änderten sich Zugweise und Name, und heutzutage wird in Indien der Turm häufig als Elefant bezeichnet und der Läufer heißt „Kamel“ (Der Ausdruck „Kamel“ wird auch für einen Spielstein aus dem Märchenschach mit einer anderen Zugweise, einem (3,1)-Sprung, verwendet).
- Die Kavallerie wird durch den Springer repräsentiert und einem Zug, der seitliche Ausfälle begünstigt.
- Streitwagen auf den Flanken, die sich schnell, aber nur geradeaus bewegen. Sie wurden in Europa zum Turm, in Russland auch als „Schiff“ bezeichnet.

## Archäologische Belege
Im zentralen Nordindien – in der Gegend zwischen Kanauj und Pataliputra – sind seit den 1940er-Jahren zahlreiche kleine Tonfiguren ausgegraben worden, darunter bewaffnete Krieger, Elefanten, Pferde und Wagen. Allerdings gibt es keine Figuren, die eindeutig als „König“ oder „Berater“ identifiziert werden können, und nie ist ein komplettes Schachset gefunden worden. Die meisten Stücke sind nicht publiziert und befinden sich in schwer zugänglichen Museen. Die 5–15 cm großen Figuren sind in Modeln gefertigt, also serienmäßig hergestellt worden, und einige von ihnen sind auf zwischen 300 und 600 n. Chr. datiert worden. Die Münchner Indologin Renate Syed interpretiert sie als Repräsentanten der Heeresgattungen, die in einer Art Sandkastenspiel von Militärs zum Nachstellen von Schlachten verwendet worden sind. Gegen 450 n. Chr. habe dann eine unbekannte Person diese Figuren mit dem Ashtāpada – dem 64-Felder-Brett – kombiniert und daraus das Chaturanga entwickelt.